# Station Łaziska Kopanina
Station Łaziska Kopanina is een spoorwegstation in de Poolse plaats Łaziska Górne.